# Lijst van rijksmonumenten in Oostzaan
De gemeente Oostzaan telt 7 inschrijvingen in het rijksmonumentenregister. Hieronder een overzicht.

## Oostzaan
De plaats Oostzaan telt 7 inschrijvingen in het rijksmonumentenregister.
| Object | Oorspronkelijke functie?  | Bouwjaar                         | Architect | Locatie          | Coördinaten?                  | Nr.?   | Afbeelding                                                                                                 |
| --- | ------------------------- | -------------------------------- | --------- | ---------------- | ----------------------------- | ------ | --- |
| Hervormde Kerk | Kerk en kerkonderdeel     | 1760                             |           | Kerkbuurt 12     | 52° 26' 27" NB, 4° 52' 33" OL | 31739  | Meer afbeeldingen                                                                                          |
| Houten huis met schilddak. Midden in de voorgevel een ingang met bovenlicht in een omlijsting met ionische pilasters, Lodewijk XVI-deur. Imitatieboogblokken boven de vensters | Woonhuis                  | 18e eeuw                         |           | Kerkbuurt 27     | 52° 26' 30" NB, 4° 52' 28" OL | 31740  | Meer afbeeldingen                                                                                          |
| Het pand vanwege een smuiger in het inwendige | Woonhuis                  |                                  |           | Kerkstraat 225   | 52° 26' 23" NB, 4° 52' 25" OL | 31742  | Meer afbeeldingen                                                                                          |
| Het pand vanwege een smuiger in het inwendige | Woonhuis                  |                                  |           | Noordeinde 114   | 52° 27' 9" NB, 4° 52' 10" OL  | 31743  | Meer afbeeldingen                                                                                          |
| Weeshuis. Gepleisterd gebouw met schilddak | Sociale zorg, liefdadigh. | laatste kwart 17e eeuw, en later |           | Zuideinde 36     | 52° 26' 19" NB, 4° 52' 34" OL | 31744  | Meer afbeeldingen                                                                                          |
| Het pand vanwege een smuiger in het inwendige | Woonhuis                  |                                  |           | Zuideinde 198    | 52° 25' 40" NB, 4° 53' 7" OL  | 326168 | Meer afbeeldingen                                                                                          |
| Tweeklaviers kabinetorgel, met aangehangen pedaal en dertien registers in de Nederlands Gereformeerde Kerk                                                                     | Vanwege onderdelen kerk   | 1785                             | H.H. Hess | Kerkbuurt bij 66 | 52° 26' 35" NB, 4° 52' 29" OL | 515523 | Tweeklaviers kabinetorgel, met aangehangen pedaal en dertien registers in de Nederlands Gereformeerde Kerk |

Aalsmeer ·
Alkmaar ·
Amstelveen ·
Amsterdam ·
Bergen ·
Beverwijk ·
Blaricum ·
Bloemendaal ·
Castricum ·
Den Helder ·
Diemen ·
Dijk en Waard ·
Drechterland ·
Edam-Volendam ·
Enkhuizen ·
Gooise Meren ·
Haarlem ·
Haarlemmermeer ·
Heemskerk ·
Heemstede ·
Heiloo ·
Hilversum ·
Hollands Kroon ·
Hoorn ·
Huizen ·
Koggenland ·
Landsmeer ·
Laren ·
Medemblik ·
Oostzaan ·
Opmeer ·
Ouder-Amstel ·
Purmerend ·
Schagen ·
Stede Broec ·
Texel ·
Uitgeest ·
Uithoorn ·
Velsen ·
Waterland ·
Wijdemeren ·
Wormerland ·
Zaanstad ·
Zandvoort